# Мечеть Сеидли
Мечеть Сеидли (азерб. Seyidli məscidi) — мечеть XVIII века в квартале Сеидли города Шуша в Азербайджане.

## История
Мечеть Сеидли является памятником архитектуры XVIII века. Город Шуша состоял из 17 мехелле (кварталов), которые были разделены на верхние и нижние мехелле. Мечеть Сеидли была одной из 17 мечетей, которые действовали в городе Шуша. Мечеть входила в состав нижних мехеллей города Шуша. Мечеть Сеидли располагалась на пересечении улиц Тельман и Гарьягды оглы.
В мае 1992 года мечеть перешла под контроль непризнанной Нагорно-Карабахской Республики. В 2020 году мечеть Сеидли была освобождена и полностью вернулась под контроль Азербайджана.
Мечеть Сеидли расположена на территории Шушинского государственного историко-архитектурного заповедника.